# Don Kichot (balet)

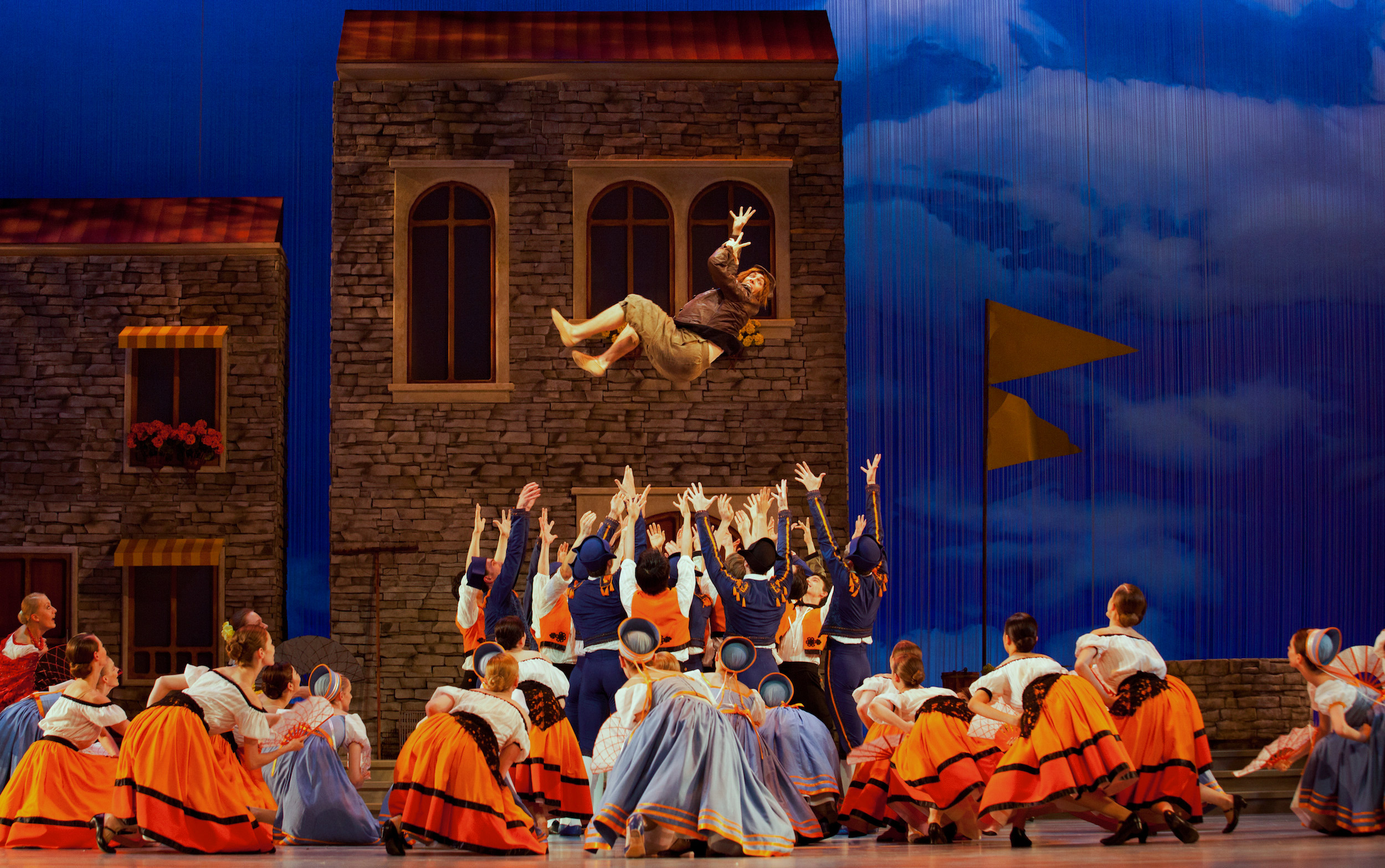
Don Kichot w choreografii Aleksieja Fadiejeczewa wg Mariusa Petipy, Polski Balet Narodowy

Don Kichot (hiszp. Don Quijote) – balet komiczny w 4 aktach o charakterze divertissement z muzyką Ludwiga Minkusa oraz librettem i choreografią Mariusa Petipy według powieści Cervantesa.
Jego premiera odbyła się 14 grudnia 1869 w teatrze Bolszoj. Wersję poprawioną baletu Marius Petipa wystawił w 1871 w Petersburgu. W Moskwie od 1906 do 1935 prezentowano jedną z wersji Aleksandra Gorskiego.
Osoby:
- Kitri – córka oberżysty
- Basilio – cyrulik, ukochany Kitri
- Don Kichot
- Sancho Pansa
- Lorenzo – oberżysta, ojciec Kitri
- Gamache – stary bogaty szlachcic
- Juana – przyjaciółka Kitri
- Dulcynea
- przyjaciółki Kitri, przyjaciele Basilia, Cyganie i Cyganki, toreadorzy, para książęca, dwór książęcy, driady, gnomy, potwory, nauczyciel Don Kichota

W 2014 nową wersję chorograficzną „Don Kichota” przygotował Polski Balet Narodowy, zrealizował ją rosyjski choreograf Aleksiej Fadiejeczew, a kierownikiem muzycznym był ukraiński dyrygent Alexei Baklan.